# Roy Crane
Royston Campbell Crane (Abilene, 22 novembre 1901 – Orlando, 7 luglio 1977) è stato un disegnatore e cartoonist statunitense, noto soprattutto per Captain Easy e Buz Sawyer che popolavano Wash Tubbs, la sua striscia più nota.

## Riconoscimenti
Nel 1950 ha vinto il Reuben Award come cartoonist dell'anno per Buz Sawyer, premio conferitogli dalla National Cartoonists Society, e lo Story Comic Strip Award nel 1965. Nel 1974 ha vinto il Premio Yellow Kid al Salone Internazionale dei Comics di Lucca.